# Montmirail-i csata
A montmirail-i csata Napóleon császár hatnapos hadjáratának második és újabb győztes csatája volt 1814. február 11-én az Osten-Sacken tábornok vezette orosz és a Yorck tábornok vezetése alatt álló porosz erők felett.
Osten-Sacken és York is egyenként 16 000 fős hadsereggel rendelkezett, velük szemben a francia császárnak csak 18 000 (később megerősítve is csak 20 000) katonája állt szemben és 36 ágyú.
Napóleon a Champaubert-i gyors csapás után elindult délről, hogy Blücher tábornagy centrumára mérjen csapást, ami nyugat felé nyomta Párizs irányába üldözve MacDonald francia erőit. Reggel kilenc órakor a franciák elérték az orosz előőrsöket, s csakhamar áttörték a vonalakat. Sackenhez megérkezett York jelentése, hogy az orosz gyalogság nem halad, a tüzérség nem képes átkelni a hegyeken, elindult vissza Château-Thierrybe. csak egy orosz hadosztály volt képes tartani magát délután háromig Sacken bal szárnyán, amit kivont a saját erői közül. Mars falunál, Sacken bal szárnyának véres arénájában ádáz harcok folytak heves kézitusával Talizin orosz tábornok csapatai és a franciák között. Amikor az oroszok a következő alkalommal visszavetették a franciákat a faluból, Friant a Gárdát vezette támadásra.
A középső pozícióból a franciák csak a mozgósítható seregrészeikkel: a Gárdával és a Fiatal Gárda hadosztállyal (ezeket a nagyon zsenge és tapasztalatlan újoncokat a császár második feleségének neve után a nép Mária Lujzáknak gúnyolta) nyomultak előre, remélve, hogy  egymástól külön sikerül megsemmisíteniük Blücher két seregrészét (Yorckot és Sackent) mielőtt képesek lennének visszaérni a franciák ellenőrzése alatt álló Marne-hídhoz.
Sacken megfordult válaszul a francia manőverre, látva, hogy a franciák mögé kerültek, és elvágták az útját Blücher felé, Yorck pedig jobbnak látta elmenekülni északra Château-Thierry felé.
Tekintettel arra, hogy nem tudta lebeszélni az oroszokat a támadásról, Yorck a segítségükre sietett.
A szövetségesek 4000, a franciák 2000 embert veszítettek.

## Fordítás
- Ez a szócikk részben vagy egészben a Battle of Montmirail című angol Wikipédia-szócikk fordításán alapul.  Az eredeti cikk szerkesztőit annak laptörténete sorolja fel. Ez a jelzés csupán a megfogalmazás eredetét és a szerzői jogokat jelzi, nem szolgál a cikkben szereplő információk forrásmegjelöléseként.

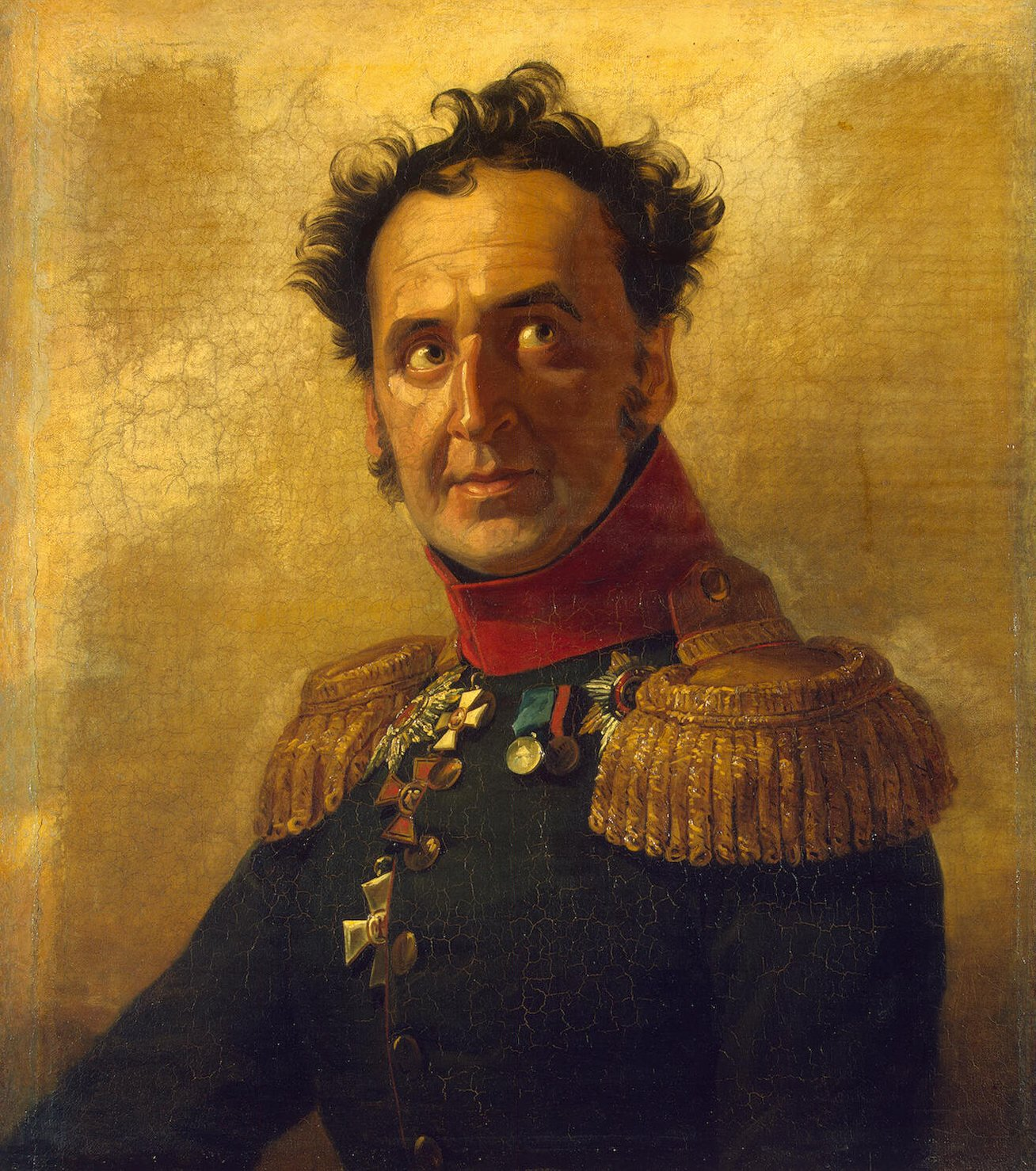
Fjodor Ivanovics Talizin (Фёдор Иванович Талызин)
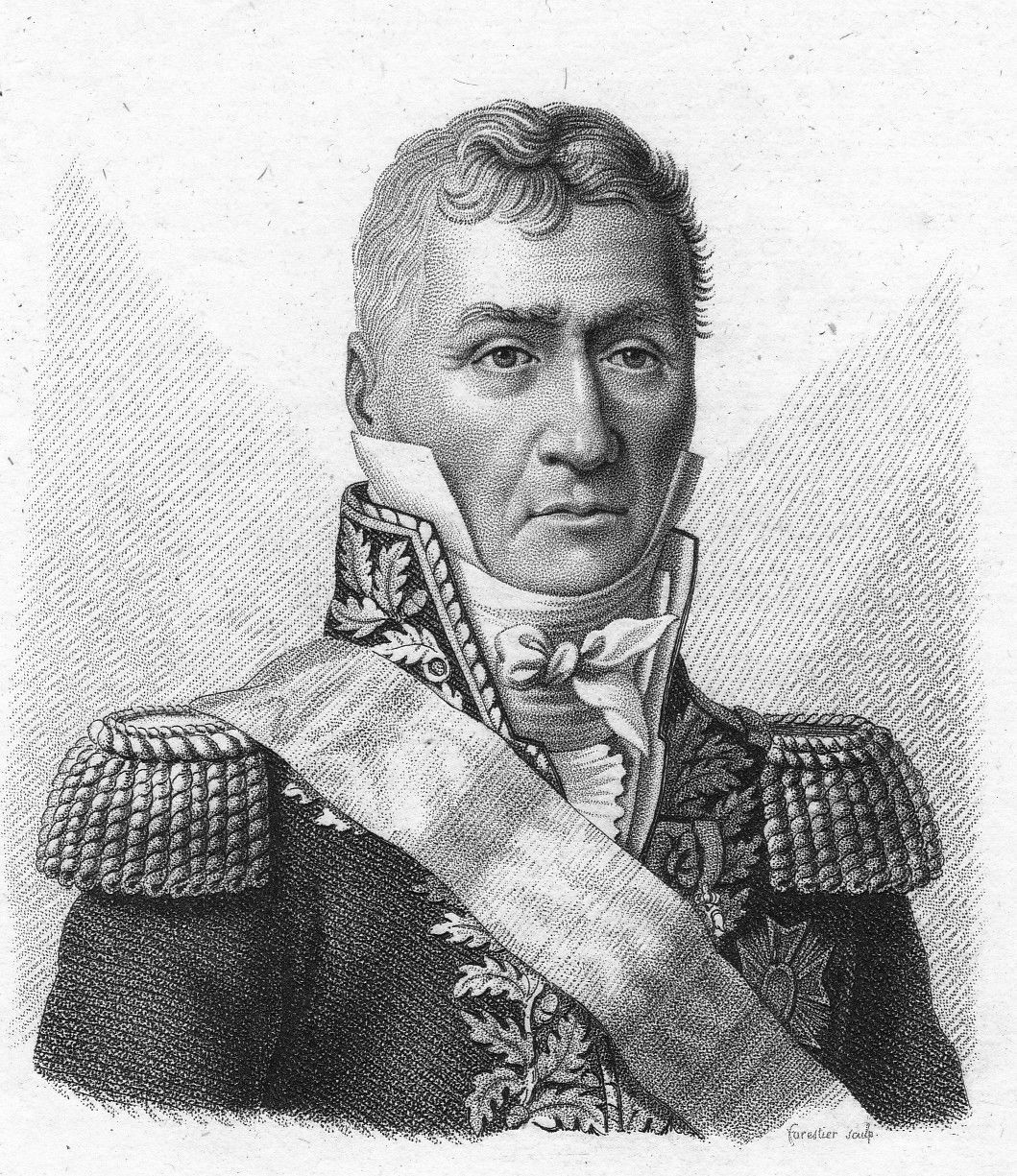
Louis Friant
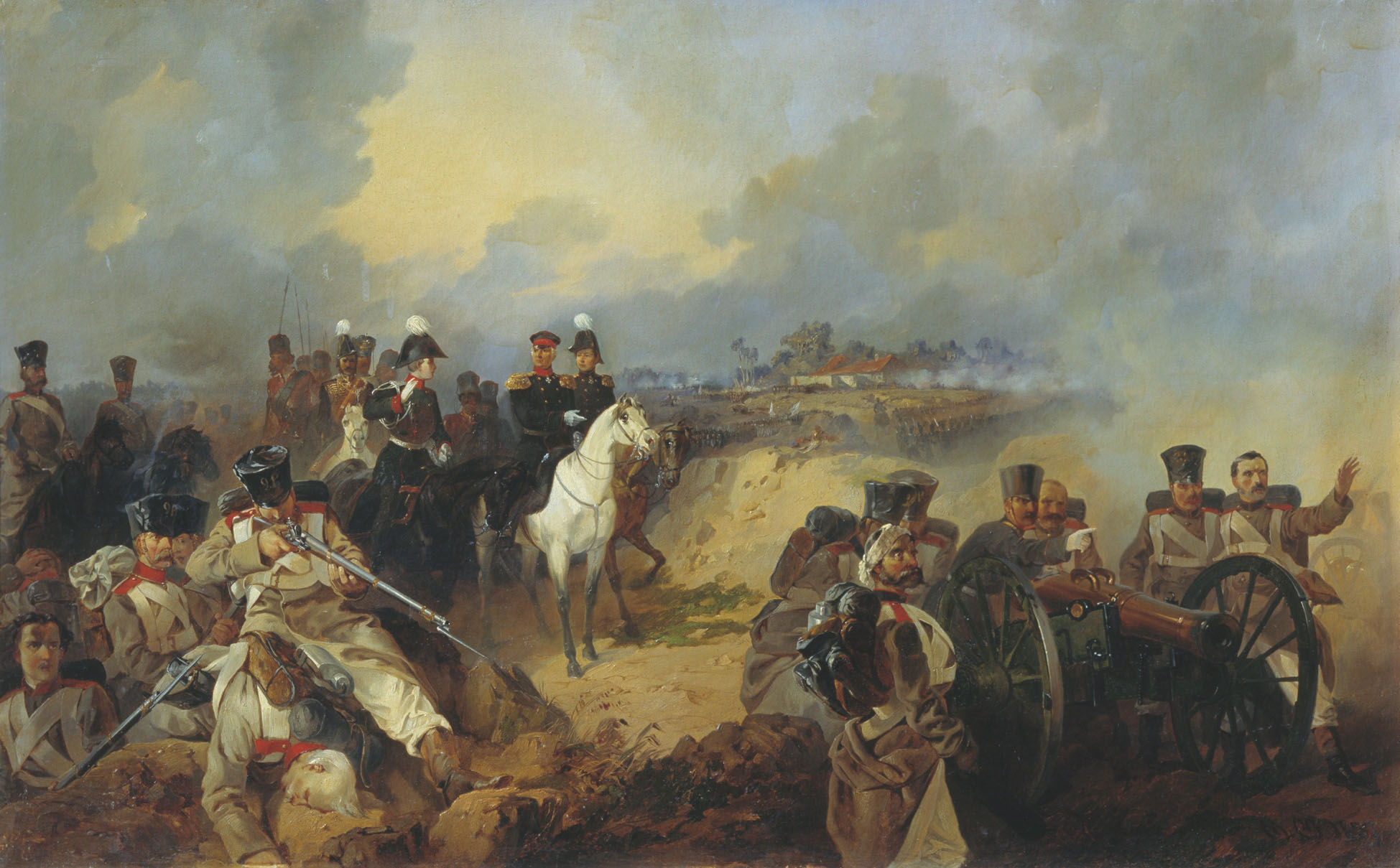
Montmirail-i csata Mihail Mikesin, 1857
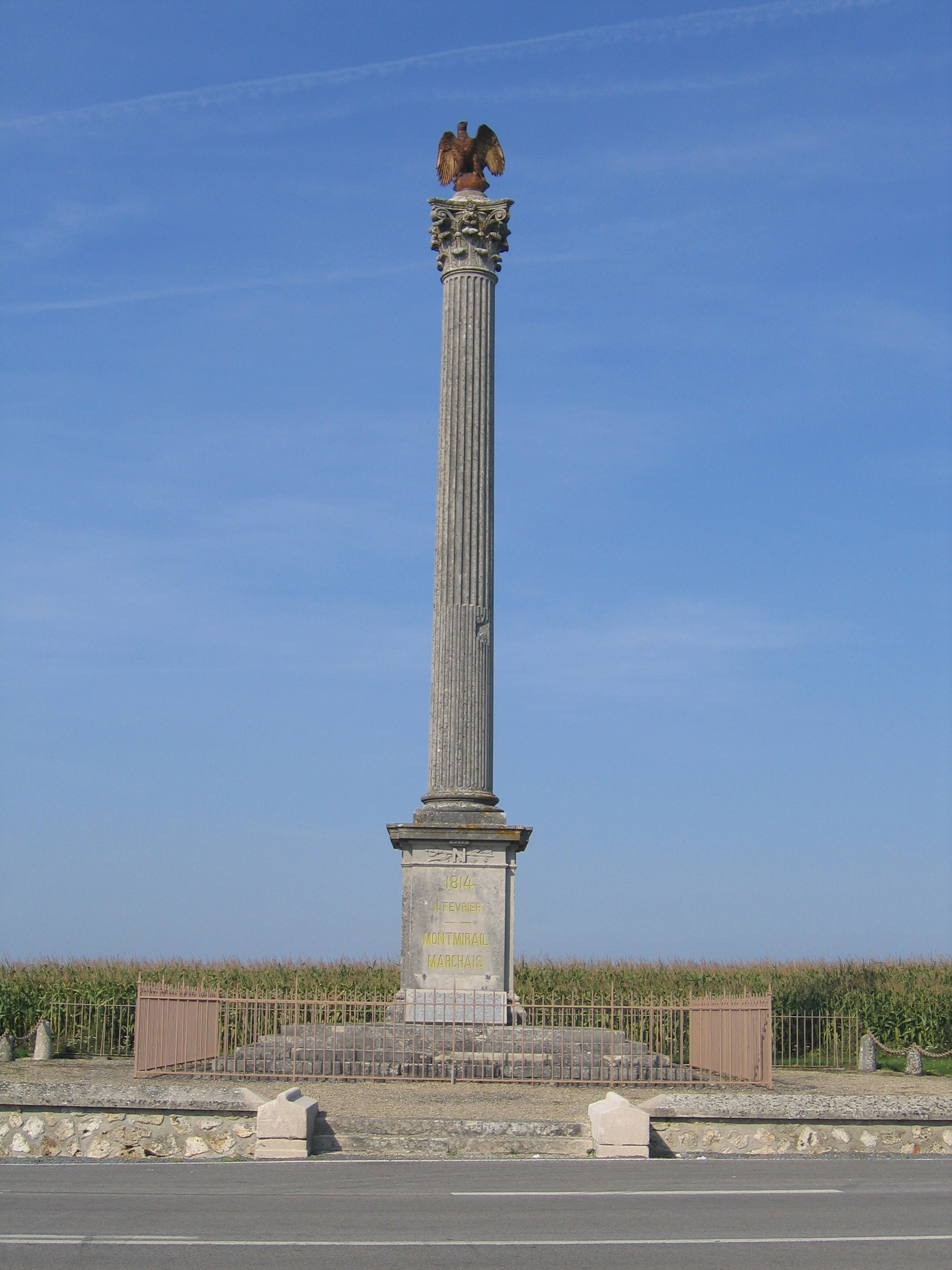
A csata emlékműve